# Resolution 491 des UN-Sicherheitsrates
Die Resolution 491 des UN-Sicherheitsrates vom 23. September 1981 akzeptierte nach einer Prüfung einstimmig die Aufnahme Belizes als neues Mitglied in die Vereinten Nationen und gab den Vereinten Nationen die Empfehlung ab, Belize aufzunehmen. 